# Haworthia regina
Haworthia regina är en grästrädsväxtart som beskrevs av M. Hayashi. Haworthia regina ingår i släktet Haworthia och familjen grästrädsväxter. Inga underarter finns listade i Catalogue of Life.